# Changyuraptor
Changyuraptor yangi
Genre
Espèce
Changyuraptor est un genre éteint de dinosaures théropodes « à quatre ailes » du groupe des microraptoriens. Ce dinosaure à plumes, d'une longueur de 1,20 mètre et d'un poids de 4,5 kilogrammes a été découvert dans la province chinoise du Liaoning, dans le biote de Jehol, daté du Crétacé inférieur (environ 125 millions d'années). Le genre et l'espèce type, Changyuraptor yangi, ont été décrits par Gang Han et ses collègues en 2014,,.

## Découvertes
L'holotype HG B016, a été découvert par les agriculteurs près de Xijianchang dans les dépôts du Crétacé inférieur de la formation géologique d'Yixian, qui inclut une partie du paléobiote de Jehol et située dans la province chinoise du Liaoning au nord-est de la Chine. À partir de 2012, ce fossile a été étudié par une équipe internationale de scientifiques dirigée par Luis M. Chiappe, directeur de l'Institut des dinosaures au musée d'histoire naturelle du comté de Los Angeles,. L'holotype se compose d'un squelette assez complet avec le crâne, comprimé sur une plaque et contreplaque. Il montre de nombreux vestiges de téguments sous la forme de pennes. En 2014, le spécimen a été décrit comme appartenant à un nouveau genre et espèce, Changyuraptor Yangi. Le nom générique du dinosaure combine le mot chinois pour « longue plume » (長 羽, cháng yǔ), avec le mot latin raptor signifiant « voleur ». L’épithète spécifique yangi a été donné en l'honneur du professeur Yang Yandong.

## Description
L'analyse du fossile effectuée à l'université de Cape Town en Afrique du Sud a révélé que le spécimen était un adulte entièrement développé, d'environ 1,2 mètre de long pour un poids estimé à 4 kilogrammes, soit environ la taille d'une dinde. Ces dimensions font de Changyuraptor le plus grand microraptorien à quatre ailes connu au moment de sa description en 2014, dépassant d'au moins 60% la taille des autres spécimens précédemment répertoriés,.
Comme d'autres microraptoriens, Changyuraptor avait des plumes sur tout le corps, y compris sur les membres antérieurs et postérieurs , ce qui lui donnait l'apparence d'avoir deux paires d'ailes. La présence de longues plumes sur les quatre membres suggère également que ces dinosaures pouvaient voler,.